# 兴城城墙
兴城城墙，位于中国辽宁省兴城市，即宁远卫城。兴城城墙始建于明代，现存最完整的明代卫城。兴城城墙原有内城与外城，现仅存内城。兴城城墙与陕西西安城墙、湖北荆州城墙、山西平遥城墙等并列为中国现存最好的四座古城墙。1988年，兴城城墙列入全国重点文物保护单位。

## 历史
明宣德三年(1428年)，城墙始建。宣德五年（1430），又增筑外城。明天启年间，城墙加固。明末，袁崇焕曾据守此城，抗击努尔哈赤和皇太极。
清灭明之后，宁远卫地位下降，改为宁远州，外城因而逐渐废弃。清乾隆四十四年（1779年），修缮内城。

## 形制
兴城内城城墙呈正方形，南北844米，东西830米，周长3.274公里。城墙高8.5米，基宽6.8米，顶宽4.5米。城设四门。东为春和门，西为永宁门，南为延辉门，北为威远门。
外城城墙已经无存，原周长约5.5公里。